# انگولاسترس
انگولاسترس (به لاتین: Engolasters) یک منطقهٔ مسکونی در آندورا است که در اسکالدز-انگوردانی واقع شده‌است. انگولاسترس ۱٬۵۰۴ متر بالاتر از سطح دریا واقع شده‌است.